# Dirty Harriet
Dirty Harriet è il primo album in studio della rapper statunitense Rah Digga, pubblicato il 4 aprile 2000 dalla Flipmode Records e dalla Elektra Records.

## Tracce
1. Intro – 2:49
2. Harriet Thugman – 1:48 (Rashia Fisher)
3. Tight – 3:14 (Rashia Fisher, Richard Evans)
4. What They Call Me – 3:49 (Rashia Fisher, James Brown)
5. Do the Ladies Run This? (feat. Eve & Sonja Blade) – 4:02 (Rashia Fisher, Eve Cooper, Sonja Blade)
6. Imperial (feat. Busta Rhymes) – 6:42 (Rashia Fisher, Trevor Smith, Lloyd Ferguson, Jackie Mittoo, Fitzroy Simpson, Leroy Sibbles, Robbie Lyn, Headley Bennett, Huford Brown)
7. Curtains – 3:53 (Rashia Fisher)
8. Showdown – 3:34 (Rashia Fisher)
9. The Last Word (feat. Outsidaz) – 4:17 (Rashia Fisher, Dwayne Battle, Jerome Hinds, Tyree Smith, Brian Bostic, Denton Dawson, Aubrey King, Shakir Abdullah, Samad Ali Selby, Salih Scaife)
10. Break Fool – 3:28 (Rashia Fisher)
11. Straight Spittin', Part II – 2:34 (Rashia Fisher)
12. What's Up Wit' That? – 3:59 (Rashia Fisher)
13. So Cool (feat. Carl Thomas) – 3:22 (Rashia Fisher, Carl Thomas)
14. Just for You (feat. Flipmode Squad) – 4:59 (Rashia Fisher, Roger McNair, William Lewis, Leroy Jones, Wayne Notise)
15. Fuck Ya'll Niggas (feat. Young Zee) – 2:56 (Rashia Fisher, Dwayne Battle)
16. Lessons of Today – 4:55 (Rashia 	
Fisher, Dana Owens, Mark Howard James)

Tracce bonus
1. Handle Your B.I. – 3:29 (Rashia Fisher)
2. Clap Your Hands – 3:08 (Rashia Fisher)

## Classifiche
| Classifica (2000) | Posizione massima |
| ----------------- | ----------------- |
| Stati Uniti       | 18                |